# Rathaus (Kasendorf)

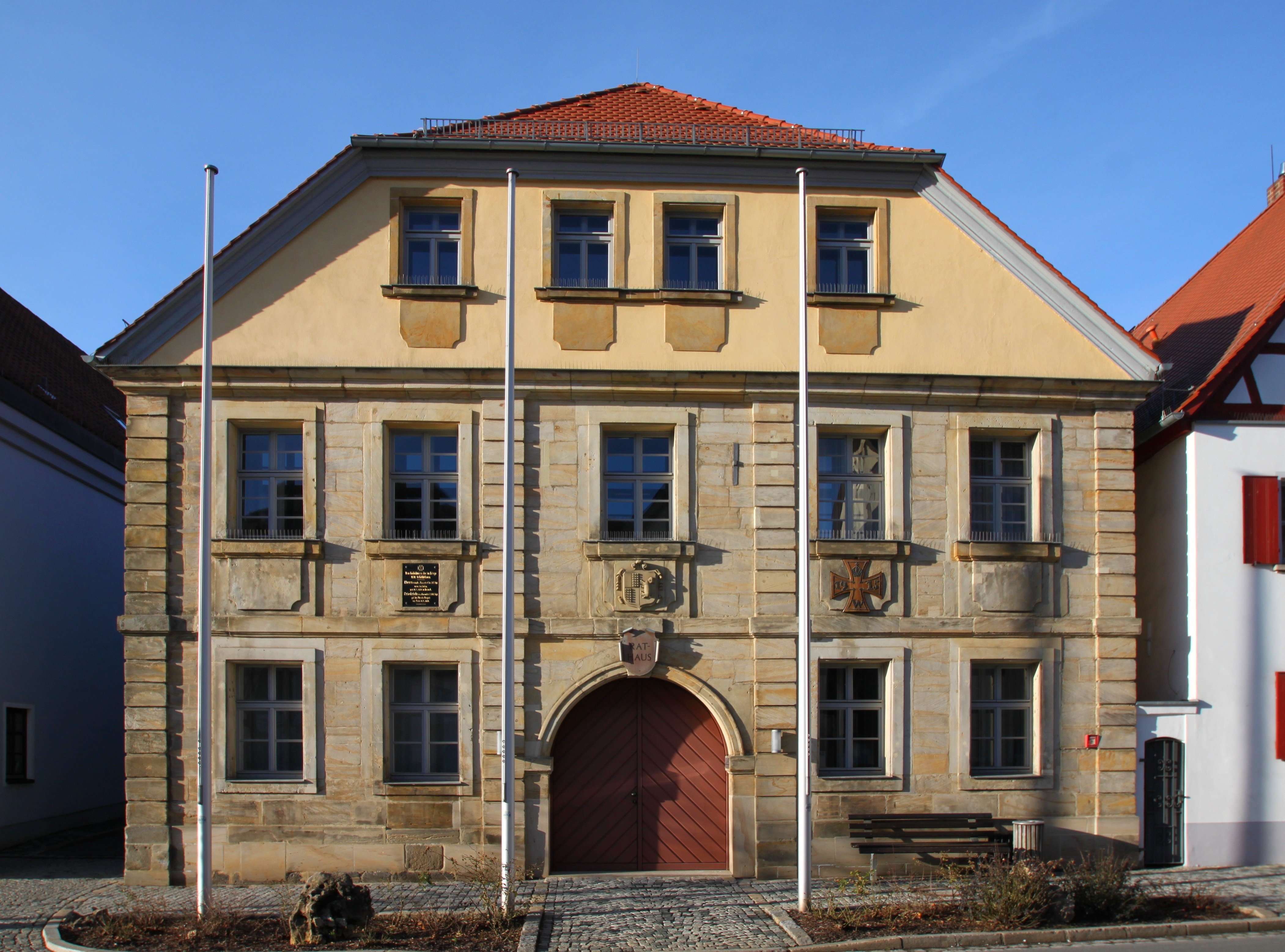
Rathaus in Kasendorf

Das Rathaus in Kasendorf am Marktplatz 8, einer Marktgemeinde im oberfränkischen Landkreis Kulmbach in Bayern, wurde Mitte des 18. Jahrhunderts errichtet und  ist ein geschütztes Baudenkmal. 
Der zweigeschossige Sandsteinquaderbau mit Halbwalmdach hat ein rückseitiges Hoftor, das mit der Jahreszahl „1752“ bezeichnet ist. Über dem rundbogigen Portal ist das Wappen der Gemeinde angebracht. Die Tafeln unter den Fenstern rechts und links neben dem Wappen erinnern an die gefallenen Soldaten des Ersten Weltkriegs.